# Bellevue (Kentucky)
Pour les articles homonymes, voir Bellevue.
Bellevue est une ville du comté de Campbell située dans le Kentucky, aux États-Unis.